# 井上あんり
井上 あんり（いのうえあんり 1963年〈昭和38年〉10月15日 - 1996年〈平成8年〉3月3日）は、日本の元女優、元AV女優、元政党党首。

## 経歴
CMモデル出身。三船芸術学院に所属しながら女優を目指す。『なぜか、ドラキュラ』（日本テレビ）で初ヌードになり、その後、雑誌のグラビアなどの仕事を経て1985年3月11日、『ヴィーナスの水滴』でAVデビュー。当時、慶応義塾大学の通信学部に所属しており、女子大生AV女優のはしりと言われたが、1990年には単位不足で慶応を除籍となる。出演作品は疑似本番で通した。1988年にはストリッパーとしてもデビューする。
1991年には角川映画の時代劇『天と地と』（角川映画）の女騎馬隊役に抜擢される。
1994年9月、自らが党首となり「AVからも政治からもモザイクを無くそう」をスローガンに『AV(ABLE VOLUNTEER)新党』を結成、幹事長に林由美香と五十嵐ちえみ、有希蘭が名を連ね、現役AV女優20名を含む80名と共に参議院選挙比例区への出馬を目指した。奉仕活動の推進、憲法9条改定による軍備増強、消費税増税、青少年へのポルノ普及による性教育推進と性犯罪抑止などを公約として掲げていた。連絡先電話番号は当時アダルト情報番組にも使われていたダイヤルQ2の番号であり、その番号の書かれたプラカードを掲げて街頭に出るなど、派手なパフォーマンスを行なっており、写真週刊誌や深夜番組『トゥナイト2』（テレビ朝日）、ワイドショーなどのメディアでも取り上げられた。『タモリ倶楽部』（テレビ朝日）でも特集が組まれ、模擬政見放送が制作、放映された。しかし実際には政党として登録することはなく出馬はしなかった。
1994年、中野駅近くに同じAV女優の梶原恭子と共にスナックを経営する。
1996年3月3日、睡眠薬を服用して意識障害を起こし、自宅マンションのベランダから転落死。32歳没。結婚はしていなかったがシングルマザーで5歳になる男児を育てていた。

## 出演作品

### アダルトビデオ
- ヴィーナスの水滴（したたり）（1985年、VIP）[1]
- スキャンダルあげます（1985年、VIP）
- 哀しみの危険地帯(RED ZONE)（1986年、宇宙企画）
- ロマンコレクション きもちいいの（1986年、アテナ映像）他、金子みちる
- もう一度・・・（1986年、新東宝）
- あなたとしたい（1986年、アテナ映像）
- レイプハンター Vol.1 美しき野獣の調べ（1986年、SHOWA）
- あんり・・・完熟（1986年、コロナ社）
- ひめごと（1986年、現映社）
- セイレン（人魚）のわななき（1986年、ユニバーサルビデオ）
- イリュージョン（1986年、パシフィック）
- 水淫花（1986年、フリービジョン）
- ビデオSEXY倶楽部 15（1986年、宇宙企画）他、成瀬真実、朝倉瑞穂
- アンニュイな火照り（1986年、真映ビデオサービス）
- ハートブレイクシティ（1987年、大陸書房）
- 新・ズームアップ つらぬき（1987年、アリスJAPAN）
- 蜃気楼（1987年、ファイブスター）
- 濡れてしまった私（1987年、ファイブスター）
- 熱愛コネクション（1987年、SHOWA）
- ビデオSEXY倶楽部 19（1987年、宇宙企画）他、伊藤冬美、松田知美
- セクシャルTV vol.1 井上あんりのスーパードリンク編（1987年、シネマサプライ）
- 井上あんりのファッションホテル探訪1 欲情之巻（1987年、フリービジョン）
- 井上あんりのファッションホテル探訪2 絶頂之巻（1987年、フリービジョン）
- BE FREE HIGH SCHOOL あんりの放課後（1987年、スピリッツアベニュー）
- PENTHOUSE vol.25 夢泥棒（1987年、日本コロムビア）
- エクソシスターズ 性鬼魔2の館（1987年、フリービジョン）他、中島有紀、篠原えり、田中みどり、吉田麻美
- ヘンタイよい子のバナナ交換日記（1987年、にっかつ）他、青木祐子
- 姫子 MAGAZINE VIDEO 2（1987年、宇宙企画）他、渡辺由美、鈴木由香
- 新・ズームアップ したたり（1988年、アリスJAPAN）他、立原友香
- 浅草ロック座 ザ・ストリップ（1988年、フェニックスビデオ）他、豊田香里奈、東山絵美
- ビデギャル乳リンピンク 跳んで開いて大運動会（1988年、にっかつ）多人数もの
- まごころのセクシャル・ポーズ（1989年、コスモティックジャパン）
- 監禁・調教・飼育（1990年、シネマジック）
- デカダンの鼓動（1990年、シネマジック）
- 緊縛侠花伝（1993年、シネマジック）他、一色麗矢、藤本美菜
- 緊縛侠花伝2（1993年、シネマジック）他、一色麗矢、秋川典子
- 制服の俘虜（1994年、シネマジック）共演、里見リカ
- 緊縛レンタル妻 若妻、貸出し中。（1994年、シネマジック）他、小沼薫
- 超妖魔伝説 うらつき童子 大淫神復活編（1994年、北都）他、林由美香
- 慰み者の掟（1996年、オデッセウス出版）

発売日不明
- 妊娠牝卍嬲り 緊縛館の女たち2（シネマジック）他、姫ゆり、麻倉美樹
- あんりの性春記 令嬢日記（レインボー）
- 井上あんりを剥ぐ!!「私はM女・・・」（日本ビデオ販売）他、杉下なおみ
- 美人女医 輪姦の宴（日本ビデオ販売）他、山川順子
- 人妻凌辱 過去清算（日本ビデオ販売）

ゲーム
- THE・野球拳 パート8（Newジャトレ）

### 映画
- 美女レイプ狩り（1987年、にっかつ）
- 井上あんりのザ・裏モデル（1988年、にっかつ）他、小川寿梨、浅井夏巳
- 豊丸伝説 超変態（1988年、新東宝）他、豊丸、東山絵美、若菜忍
- 獣 けだもの（1989年、新東宝）他、朝吹麻那、東清美、中村京子、伊藤清美
- 下半身素行調査 人妻不倫・不倫・不倫 〜浮気な若奥さま・情事の現場〜（1993年、新東宝）他、しのざきさとみ（三沢亜也）、杉原みさお
- Eカップ本番 II 豊熟（1989年、新東宝）他、藤沙月
- 女暴行魔 バイブ責め（1990年、新東宝）他、広瀬未希
- 絶頂onanie もっと強く(巨乳妻 恥態丸出し)（1993年、エクセス）他、一色麗矢、森純、しのざきさとみ、杉原みさお、山ノ手ぐり子
- (秘)好色温泉 昇天覗き風呂（1993年、新東宝）他、杉原みさお、渡辺千尋、伊藤舞、山ノ手ぐり子
- いんらん家族 若妻・絶倫・熟女(覗いてみたい夫婦の寝室)（1993年、新東宝）石川恵美、林由美香、しのざきさとみ、杉原みさお
- 巨乳熟女 本番仕込み(菊池エリ 熟女の時間で・・・イッて!)（1993年、エクセス）他、菊池えり、伊藤清美
- 人妻・密会 不倫がいっぱい（1993年、新東宝）『欲情妻 むかしの愛人』他、小川真実、杉原みさお
- 新痴漢電車 指師で開きます!（1993年、エクセス）
- U.S.A. 乱行体験（1993年、大蔵映画）
- ゲイのおもちゃ箱（1993年、ENKプロモーション）
- 美尻調教 もう許して（1993年、エクセス）『色狂い天国 止まらない肉宴』他、菊池麻希、梶原恭子
- 女子大生 後ろから突き上げて（1993年、エクセス）他、岡崎結由、草原すみれ、杉原みさお、山ノ手ぐり子
- 発情カップル（秘）盗撮現場（1994年、新東宝）林由美香、橋本杏子、扇マヤ、梶原恭子
- どスケベ家政婦 下半身拭い(おばさん家政婦 肉づきたっぷり)（1994年、エクセス）他、沢田杏奈
- 妻たちの昼下がり 集団不倫（1995年、新東宝）他、林田ちなみ、林由美香、杉原みさお、風間晶、扇マヤ
- 人妻逆ナンパ（1995年、エクセス）他、小泉志穂

### テレビドラマ
- 暴れ九庵 第24話（1984年、フジテレビ）
- 危険な年ごろ（1984年、日本テレビ）
- 結婚・私が好きですか あなたでなければ…（1993年、朝日放送）
- 鍵師 第4作 盗まれた高額宝石を追え!（1996年、フジテレビ）

## 出版
写真集
- スコラスペシャル 19 水晶花（1987年、講談社）
- マドンナメイト写真集（1987年、二見書房）

モデル
- 家庭でできるツボでスッキリ刺激療法 黒木睦彦（1989年、池田書店）